# Isla Verde
Isla Verde är en ort i Argentina.   Den ligger i provinsen Córdoba, i den centrala delen av landet, 400 km väster om huvudstaden Buenos Aires. Isla Verde ligger 121 meter över havet och antalet invånare är 4 245.
Terrängen runt Isla Verde är mycket platt. Närmaste större samhälle är Monte Maíz, 18,8 km väster om Isla Verde.
Trakten runt Isla Verde består till största delen av jordbruksmark. Runt Isla Verde är det glesbefolkat, med 10 invånare per kvadratkilometer.